# Moto EC
Der Moto Esporte Clube, in der Regel nur kurz Moto Clube genannt, ist ein Fußballverein aus Porto Velho im brasilianischen Bundesstaat Rondônia.

## Erfolge
- Staatsmeisterschaft von Rondônia: 1954, 1968, 1969, 1971, 1972, 1975, 1976, 1977, 1980, 1981
- Integração da Amazônia: 1977, 1978
- Staatsmeisterschaft von Rondônia 2nd Division: 2009

## Stadion
Der Verein trägt seine Heimspiele im Estádio Aluízio Ferreira, auch unter dem Namen Estádio Municipal Aluízio Pinheiro Ferreira bekannt, in Porto Velho aus. Das Stadion hat ein Fassungsvermögen von 7000 Personen.